# Lidská práva v Kataru
Lidská práva v Kataru jsou značně omezená. Hlavním zdrojem katarské legislativy je podle katarské ústavy šaría. Bičování a kamenování jsou zde proto zákonnými tresty. Stovky tisíc pracovníků pocházejících převážně z jižní Asie zde riskují vykořisťování a útlak, vedoucí případně až k nucené práci.

## Šaría
Šaría je hlavním zdrojem katarské legislativy. Uplatňuje se v rodinném právu, dědictví a řady trestních činů včetně cizoložství, krádeže a vraždy. V některých případech jsou u šariátských soudů svědectví žen brána s poloviční hodnotou, v některých nejsou přijímána vůbec. Rodinné právo bylo kodifikováno v roce 2006. V praxi je katarský soudní systém směsicí kontinentálního evropského a islámského práva.
Bičování je v Kataru vykonáváno jako trest za konzumaci alkoholu a zakázaných pohlavních styků. Cizoložství má být podle trestního zákona trestáno 100 ranami. V případech, kdy se cizoložství dopustí muslimka s nemuslimem, může být trestem i smrt. Tělesné tresty jsou v Kataru běžné kvůli hanbalovské interpretaci šaríje.
Kamenování je v Kataru také možným trestem, ačkoli nikdy nebylo použito. Apostáze je zde zločin, za který hrozí trest smrti. Rouhání se trestá až sedmiletým vězením. Proselytismus neislámských náboženství se trestá až deseti lety ve vězení. Homosexuální styk se trestá až pětiletým trestem odnětí svobody.
Konzumace alkoholu je v Kataru legální jen částečně, některé pětihvězdičkové hotely smí alkohol prodávat svým nemuslimským zákazníkům. Muslim chycený při konzumaci alkoholu riskuje bičování nebo deportaci. Nemuslimští obyvatelé mohou získat povolení k nákupu alkoholu. V zemi funguje pouze jeden obchod s alkoholem a vepřovým masem provozovaný státním podnikem. Alkohol nesmí prodávat ani restaurace.
Od roku 2014 Katar nabádá turisty, aby v oblékání dodržovali místní zvyklosti. Ženy nemají na veřejnosti nosit legíny, minisukně, šaty bez rukávů nebo krátké či těsné oblečení. Mužům je doporučováno nenosit jen krátké kalhoty a tílka.

### Křesťané
Státním náboženstvím je islám. Ostatní náboženství jsou tolerována. Křesťané smějí mít bohoslužby, kostely mohou fungovat ale nesmí být viditelně označeny křížem, náboženská literatura pro vlastní potřebu je povolena. Je zakázáno křesťanství šířit, konvertovat od islámu ke křesťanství je trestné, ale trest smrti se neuděluje. Křesťané v Kataru jsou především cizinci (pracovníci). Tito zahraniční křesťané mají mnohem větší svobodu žít svou víru v Kataru než domácí, kterým hrozí právní potíže, ztráta postavení, problémy při péči o děti a majetek.

## Mistrovství světa ve fotbale 2022
Stav lidských práv v Kataru byl výrazně kritizován v souvislosti s Mistrovstvím světa ve fotbale v roce 2022. 
Podle britského deníku The Guardian zahynulo od roku 2010 na stavbě stadionů pro fotbalové mistrovství prokazatelně 6500 dělníků. Pocházeli především z Indie, Pákistánu, Nepálu, Bangladéše nebo Srí Lanky. Počet mrtvých je přitom podle deníku ještě významně vyšší, protože uvedené číslo nezahrnuje dělníky z dalších zemí, např. Filipín nebo Keni. 
Významným faktorem, který měl podíl na řadě z těchto úmrtí, byly velmi vysoké teploty, za kterých dělníci venku pracovali bez možnosti schovat se do stínu. Pracovní podmínky dále zahrnovaly výrazné přesčasy, nedůstojné podmínky pro bydlení nebo nebezpečné práce. Dělníci také protestovali kvůli nevyplaceným mzdám nebo neoprávněnému krácení odměn. Některým byly zadržovány cestovní pasy.